# 古柯
古柯（英語：coca），在古柯科古柯屬下四種植物的通稱，原產於南美洲。在阿根廷，秘魯，玻利維亞，烏拉圭，哥倫比亞等國家中，這是重要的經濟作物，也是一種傳統藥草，在印加帝國文化中佔有重要地位。古柯葉子中富含生物鹼成份，其中包含咖啡因與古柯鹼等。因為它是製作古柯鹼的主要原料，因此其種植常是非法的。
古柯葉子中的古柯鹼含量，只有0.25%至0.77%之間，含量很低。要經過數道提煉程序後，才能被純化，製成古柯鹼。一般嚼食古柯葉，或是飲用古柯茶，不會出現毒性反應，或造成生理上的問題。從1885年開始，可口可樂的配方中，就包含了古柯葉的抽取物。在大約1929年前後，可口可樂在加入古柯葉添加物之前，會先移除其中的古柯鹼成份。

## 分類
有四種植物被泛稱為古柯，同屬於古柯屬，包括：
- 古柯樹（Erythroxylum coca）
  - 玻利維亞古柯（Erythroxylum coca var. coca），又稱瓦努科古柯，分布於秘魯和玻利維亞高海拔地區[2]。
  - 亞馬遜古柯（Erythroxylum coca var. ipadu），分布於亞馬遜雨林西部一帶[2]。
- 新格拉那達古柯（Erythroxylum novogranatense）
  - 哥倫比亞古柯（Erythroxylum novogranatense var. novogranatense）：分布於哥倫比亞[2]。
  - 特魯希略古柯（Erythroxylum novogranatense var. truxillense）：分布於秘魯低海拔地區，據傳中可口可樂的配方中，摻有特魯希略古柯的萃取物[2]。

其中除了亞馬遜古柯位於亞馬遜雨林西部一帶之外，其餘三種皆位於安地斯地區。古柯歷經過至少兩次以上的馴化。

## 分布
由于古柯中的古柯碱（可卡因）是致幻药物，被大多数国家列为管控作物。
在中华人民共和国、中華民國，禁止私人种植、持有古柯或其种子等，古柯种植园属于国家严格管控的生产基地，分布在海南、云南等低纬度地区。

## 文化
許多安地斯山脈土著將古柯葉當成草藥，用於醫療目的。